# 里瑟夫鎮區 (印地安納州帕克縣)
里瑟夫鎮區（英語：Reserve Township）是位於美國印地安納州帕克縣的一個行政鎮區。

## 地方資料
根據2010年美國人口普查的數據，里瑟夫鎮區的面積為65.90平方千米，當中陸地面積為65.00平方千米，而水域面積為0.90平方千米。當地共有人口1423人，而人口密度為每平方千米21.59人。